# ママリス
ママリス株式会社（MAMARIS Co.,Ltd）は、大阪府大阪市東淀川区に本社を置く、チューインガムやラムネを中心とした日本の製菓メーカー。2016年10月1日、旧トップ製菓株式会社から商号を変更する形で発足した。主にコリス株式会社が販売する商品の製造を行っている。社章はコリスと同じリスを使用し囲みロゴの「コリス CORIS」の部分を「ママリス MAMARIS」に差し替えている、社名ロゴもコリスに準拠したものになっている。
トップ製菓は販売機能のみの新法人としてママリス商号変更時に新たに設立されたが、2020年4月にコリスに吸収合併されたため、商号は消滅している。

## 事業所
- 第一工場（旧コリス　第一工場）本店所在地

大阪府大阪市東淀川区下新庄4丁目4番25号 コリス株式会社内
- 第二工場（旧コリス　第二工場）

大阪府大阪市東淀川区西淡路6丁目4番134号
- 第三工場（旧トップ製菓工場）2階　本社事務所

大阪府大阪市東淀川区西淡路6丁目3番38号
- 箕面工場

大阪府箕面市森町西5丁目2番10号

## 沿革
- 1956年（昭和31年）3月 - （旧）トップ製菓株式会社設立。
- 2016年（平成28年）10月1日 - 商号をママリス株式会社に変更、（旧）コリス株式会社の生産・間接部門を吸収合併、（新）トップ製菓株式会社へ販売関係部門を会社分割。本店を大阪市東淀川区西淡路六丁目3番38号から現在地に移転。
- 2020年4月 - （新）トップ製菓株式会社をコリス株式会社が吸収合併